# Canal latéral de Roanne à Digoin
Le canal latéral de Roanne à Digoin ou canal de Roanne à Digoin  est un canal latéral au gabarit Freycinet longeant la Loire.

## Géographie
Long de 55,6 km, il comporte dix écluses et relie les villes de Roanne (Loire) et de Digoin (Saône-et-Loire).

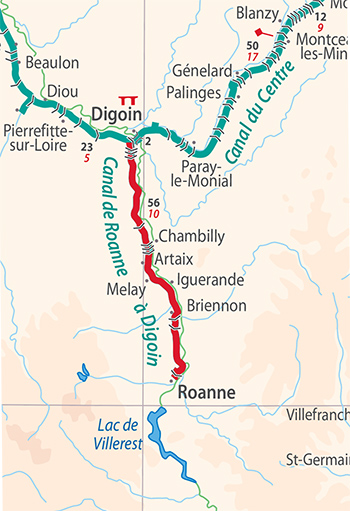
Localisation du Canal de Roanne à Digoin en relation avec le Canal latéral à la Loire et le Canal du Centre

À Chavane, sur la commune de Chassenard (Allier) à un kilomètre de Digoin, il rejoint le canal latéral à la Loire qui forme son prolongement vers Briare. De l'autre côté, le même canal latéral à la Loire va, après avoir franchi la Loire au moyen du pont-canal de Digoin, se raccorder un kilomètre plus loin au canal du Centre qui le relie à la Saône et donc au bassin du Rhône.
À Roanne le canal prend naissance dans le bassin du port, en communication directe avec la Loire qui l'alimente.
- Altitude à Roanne : 268,5 m
- Altitude à Chavane : 231 m
- Chute moyenne de six de ses dix écluses : 3 mètres
- Plus haute chute : écluse no 7 de Bourg-le-Comte, 7,19 m

Deux autres écluses, Artaix no 4 et Chassenard no 8, présentent chacune une chute de 6 m. Celle de Roanne, à l'opposé, n'a qu'un dénivelé de 0,6 m.
Autre ouvrage remarquable présent sur le parcours du canal, le pont-rivière de l'Oudan, à la sortie de Roanne. Ce « pont-canal à l'envers » (la rivière passe au-dessus du canal et non l'inverse comme d'habitude) est dû au même ingénieur qui a conçu le pont-canal de Briare : Léonce-Abel Mazoyer. Il y a appliqué la même technique de la bâche métallique, fabriquée à Bourges, aux forges de Mézières. Ce pont-rivière est lancé le 27 août 1897, lors des travaux d'élargissement du canal.

## Historique

### La création

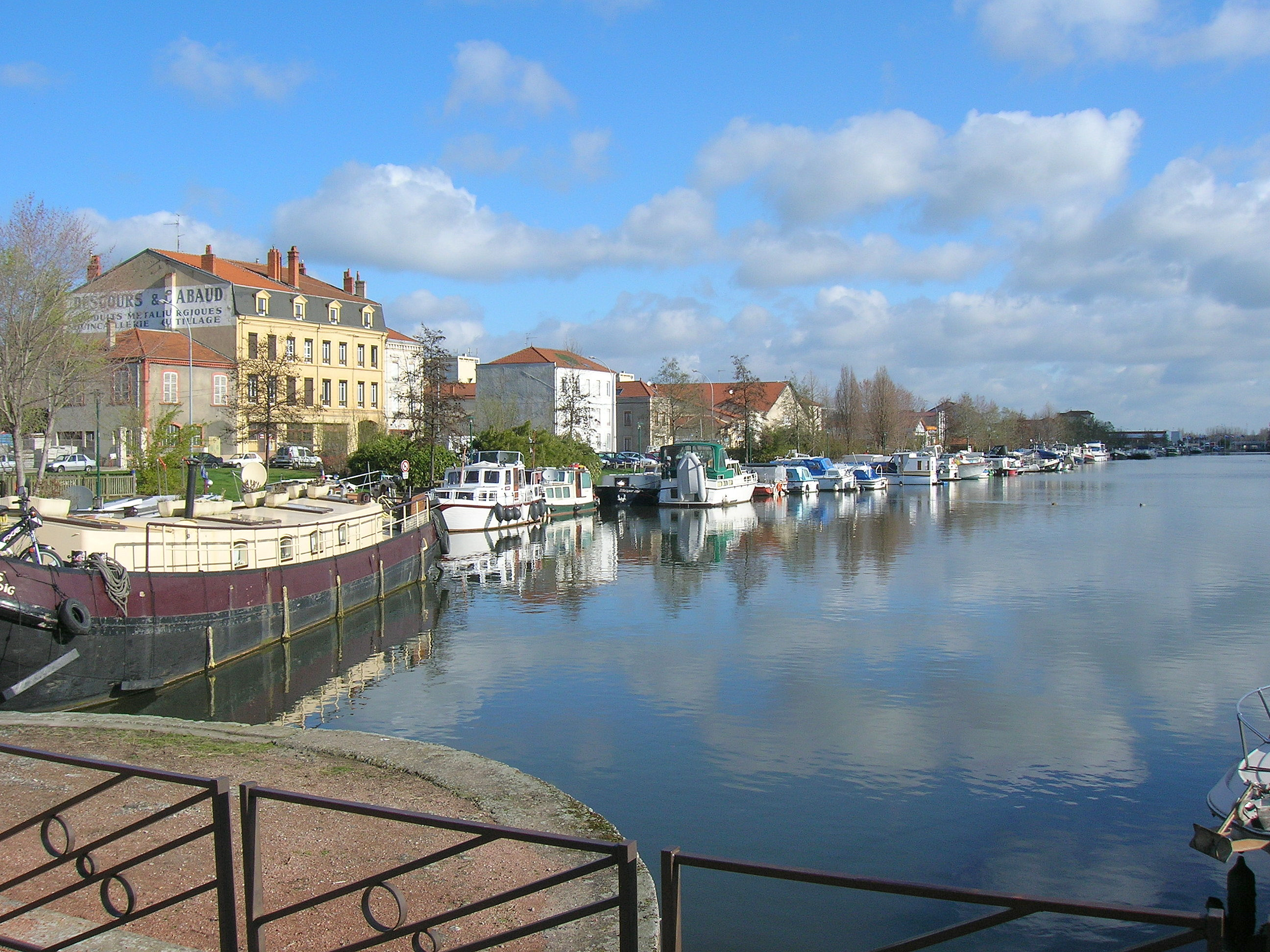
Port de Roanne

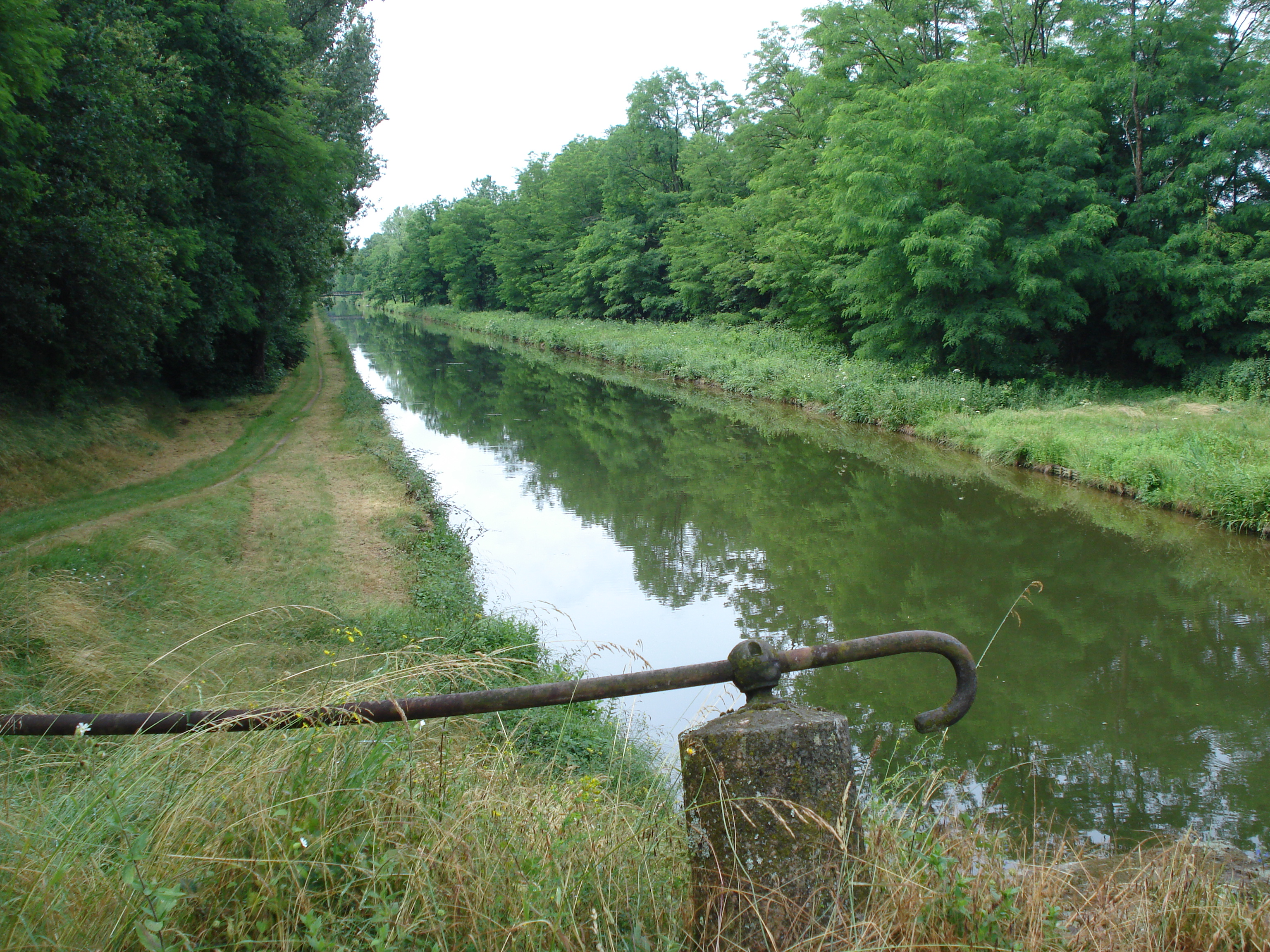
Le canal à Artaix

Le canal de Roanne à Digoin est un des très nombreux canaux inscrits dans le « plan Becquey » défini par les lois du 5 août 1821 et 14 août 1822 proposé par le directeur général des Ponts et Chaussées et des Mines Louis Becquey. Le but du canal est de suppléer à l'insuffisance de la Loire face à la demande croissante de l'industrie en plein essor (c'est la Révolution industrielle). Sa deuxième fonction est de contribuer à l'alimentation en eau du canal latéral à la Loire. La troisième est d'assurer une continuité avec le canal latéral de la Loire et le canal du Centre. 
Le canal de Roanne à Digoin est entrepris en vertu de la loi du 29 mai 1827, qui autorisait le Gouvernement à procéder, par voie de publicité et de concurrence, à la concession perpétuelle de ce canal. L'adjudication eut lieu le 7 août 1830, et fut tranchée au profit de la Compagnie de Tardy, d'Ailly, La Chaume, Devillaine-Rougier… Elle fut approuvée par ordonnance du 11 octobre suivant.
Le canal est financé par cette compagnie franco-suisse, composée de financiers roannais et genevois. Son siège est à la banque Devillaine à Roanne, près du Carrefour helvétique qui tire son nom de cette compagnie. Le bâtiment de la banque deviendra par la suite la sous-préfecture de Roanne. 
Un débat se déroule au cours de cette période de gestation sur les avantages comparés d'une ligne de chemin de fer sur ce trajet ou d'un canal, pouvant remettre en cause le choix du canal.
Les travaux débutent en 1832, et le canal est ouvert en 1838, en même temps que le canal latéral à la Loire. La société le gérant fut parmi les premières cotées à la Bourse de Paris.
L'ingénieur chargé des travaux du canal est Louis Marie Hyacinthe Pascal, quoique la conception de l'ensemble soit fréquemment attribuée à Pierre Benoît Joseph de Varaigne, concepteur du pont de Loire à Roanne.
Il comporte alors treize écluses de 31 m sur 5,2 m. Son mouillage est de 1,6 m pour accueillir des bateaux enfonçant 1,2 m, sa hauteur libre sous ouvrages est de 3 m. Les bateaux peuvent porter jusqu'à 150 tonnes. C'est le « gabarit Becquey ».
Un barrage est établi sur la Loire, à Roanne, afin d'en relever le niveau pour alimenter le canal par un passage entre eux deux, le « linquet ». Ce premier barrage est emporté par la crue de 1846, et remplacé aussitôt par un autre, bien plus en aval, composé d'un déversoir fixe en oblique, et d'une passe navigable mobile à aiguilles de 70 m de large.

### Rachat par l'État et mise au gabarit Freycinet
En 1863, le canal est racheté par l'État qui entreprend de grands travaux de transformation pour le rendre plus compétitif par rapport à la voie ferrée déjà très agressive.
Entre 1890 et 1905, le canal est mis au gabarit Freycinet. Les écluses sont ramenées au nombre de dix, aux dimensions de 39 m sur 5,2 m. Trois groupes de deux écluses très rapprochées sont transformés en écluses de haute chute, les trois mentionnées plus haut. Le mouillage est porté à 2,2 m, la hauteur libre à 3,5 m. Les bateaux peuvent porter 250 tonnes, et parfois même 280.
L'ingénieur chargé de ces travaux est le célèbre Léonce-Abel Mazoyer (° 1846 - † 1910), auteur du pont-canal de Briare. Il est secondé par l'ingénieur ordinaire Lesierre.
Le trafic du canal prend son essor à la fin du XIXe siècle grâce  au raccordement entre le port et la gare et la mise au gabarit Freycinet.
En 1907, le barrage de 1846 est remplacé par un troisième ouvrage, un peu plus en amont, entièrement mobile. Ce barrage est modernisé en 1939, puis restauré à partir de début 2005.

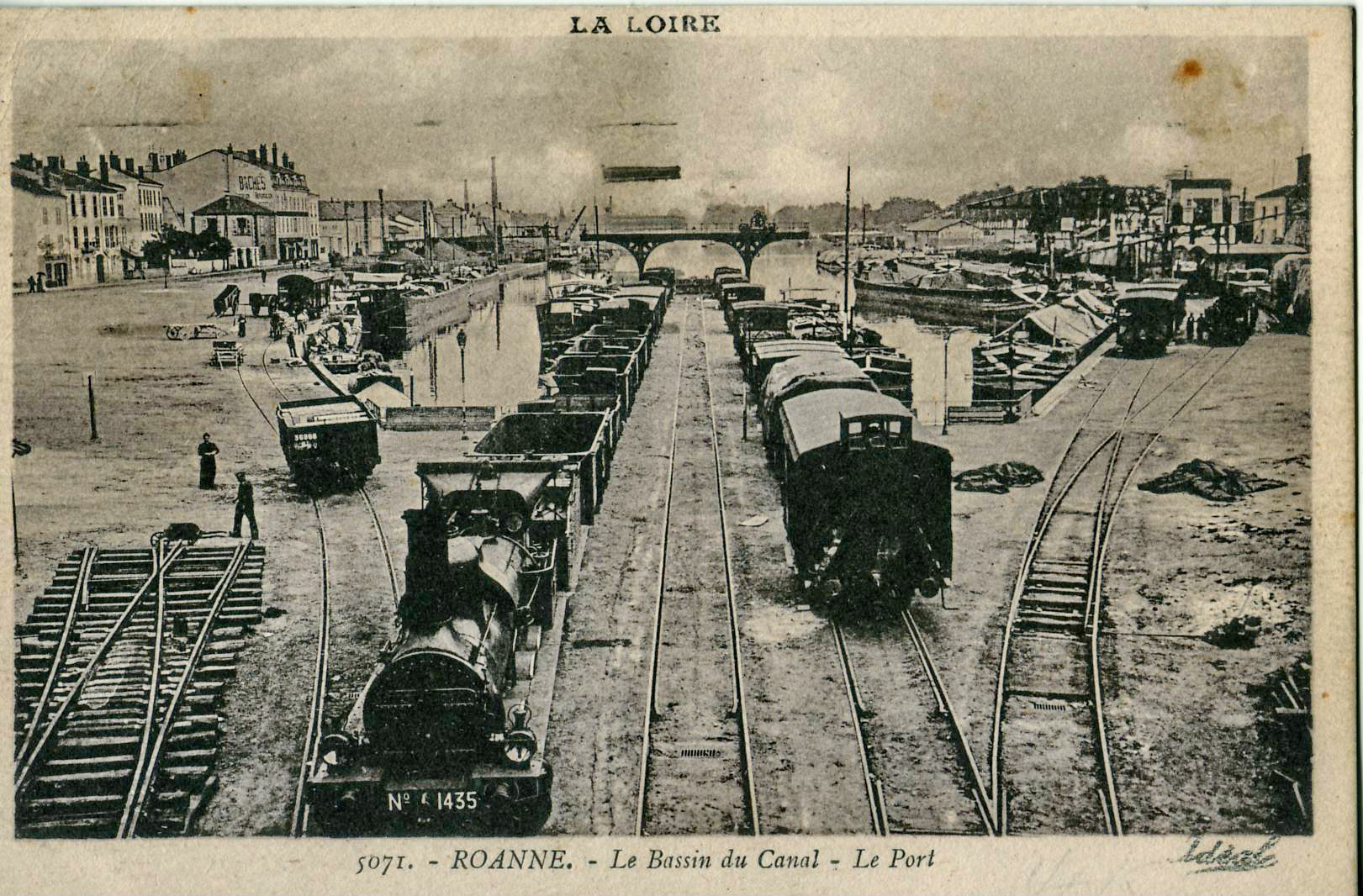
Le fret était une fonction essentielle du canal, vu ici dans l'entre-deux-guerres.

L'apogée du transport sur ce canal se situe en 1917. Elle correspond à la mise en chantier de l'arsenal de Roanne, qui disposera de son propre port sur le canal, avec pont mobile. Néanmoins, la chute de son fret ne sera dramatique qu'à partir des années 1960 et surtout 1970. On parle même de le couvrir en partie pour en faire une voie rapide.
Évolution du fret en  tonnes : 
- 1875 : 150 000 t
- 1917 : 500 000 t
- 1938 : 460 000 t
- 1954 : 156 000 t
- 1982 : 48 500 t

Avant la mise au gabarit Freycinet, les bateaux utilisés sont principalement de deux types :
- les grands bateaux d’une longueur de 30 mètres et d’une largeur de 5 m ayant un tonnage de 190 tonnes.
- les bateaux dits du Berry d’une longueur de 27,8 mètres et d’une largeur de 2,5 m avec un tonnage de 75 tonnes.

La traction des bateaux se fait à bras d’hommes et au moyen d’ânes ou de chevaux.

### Le déclin de l'utilisation du canal
En juin 1992, la CCI de Roanne décide l'arrêt de l'exploitation commerciale du port de Roanne. La navigation de plaisance a déjà pris le relais. Dès lors, le port de Roanne commence à être réaménagé pour cet usage.
Le canal est géré et entretenu par la DDE de la Nièvre, subdivision de Decize. Il est à cheval, pour un tiers chacun, sur trois départements, la Loire, la Saône-et-Loire et l'Allier qui appartiennent à deux régions différentes : Auvergne-Rhône-Alpes et Bourgogne-Franche-Comté, ce qui ne va pas dans le sens d'une simplification de sa gestion.
Il appartient aux Voies navigables de France, c’est-à-dire à l'État.
À la suite de diverses fuites survenues sur le canal, dont la dernière le 5 mai 2024, VNF annonce un programme important de travaux entre Briennon et Chambilly, d'un montant de 5  à   6 millions d'euros.

## Liste des écluses
1. Roanne
2. Cornillon
3. Briennon

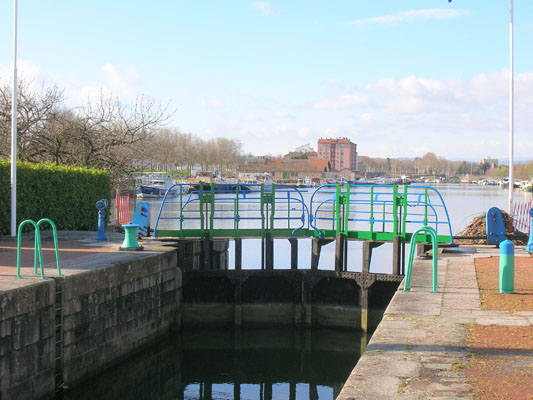
Écluse du canal à Roanne

4. Artaix (autrefois deux écluses rapprochées)
5. Montgrailloux
6. Chambilly
7. Bourg-le-Comte (autrefois deux écluses rapprochées)
8. Chassenard (autrefois deux écluses rapprochées)
9. Beugnets (commune de Chassenard)
10. Bretons (commune de Chassenard)

## Association du Canal de Roanne à Digoin
Cette association a été créée en 2011 par les communes et intercommunalités touchées par le canal. L'association assure la coordination de la réhabilitation des haltes maritimes afin de contribuer au développement touristique du canal.

## Liste des biefs
1. No 1 Port de Roanne
2. No 2 Cornillon
3. No 3 Briennon
4. No 4 Artaix
5. No 5 Montgrailloux
6. No 6 Chambilly
7. No 7 Bourg-le-Comte
8. No 8 Chassenard
9. No 9 Beugnets
10. No 10 Bretons

## Ports
- Port le plus important : Roanne
- Ports de plaisance : Briennon, Digoin
- Haltes plus ou moins équipées : Mably (Le Merlin), Melay, Artaix, Bonnant (Luneau), Croix-Rouge (Chassenard).
- Amarrages : Iguerande, Bourg-le-Comte, Avrilly
- Ancien port : port de l'arsenal de Roanne, port de Chambilly